# Distretto di Ayrancı
Il distretto di Ayrancı è un distretto e una città nella provincia di Karaman nella regione dell'Anatolia centrale, in Turchia.
Nel 2000 la popolazione arrivava a 16.365 abitanti.

## Storia
La città di Ayranci fu uno dei numerosi insediamenti edificati dall'impero ottomano e dal governo repubblicano turco in vista dell'arrivo dei Tatari di Crimea cacciati dalla propria terra dall'impero russo nel tardo XIX secolo e nei primi del XX secolo. La città fu l'insediamento principale a predominanza tartaro-crimea nell'Anatolia centrale fino a poco tempo fa. La città faceva parte della provincia di Konya ma divenne parte della provincia di Karaman quando essa venne creata.